# Granátula de Calatrava (ort)
Granátula de Calatrava är en ort i Spanien.   Den ligger i provinsen Provincia de Ciudad Real och regionen Kastilien-La Mancha, i den centrala delen av landet, 180 km söder om huvudstaden Madrid. Granátula de Calatrava ligger 660 meter över havet och antalet invånare är 999.
Terrängen runt Granátula de Calatrava är platt. Runt Granátula de Calatrava är det glesbefolkat, med 9 invånare per kvadratkilometer. Närmaste större samhälle är Almagro, 10,6 km norr om Granátula de Calatrava. Trakten runt Granátula de Calatrava består till största delen av jordbruksmark.